# Christianseniaceae
Christianseniaceae is de enige familie binnen de orde Christianseniales.
De familie bestaat volgens Index Fungorum uit slechts één geslacht, namelijk Christiansenia.